# بوستان (پارک)

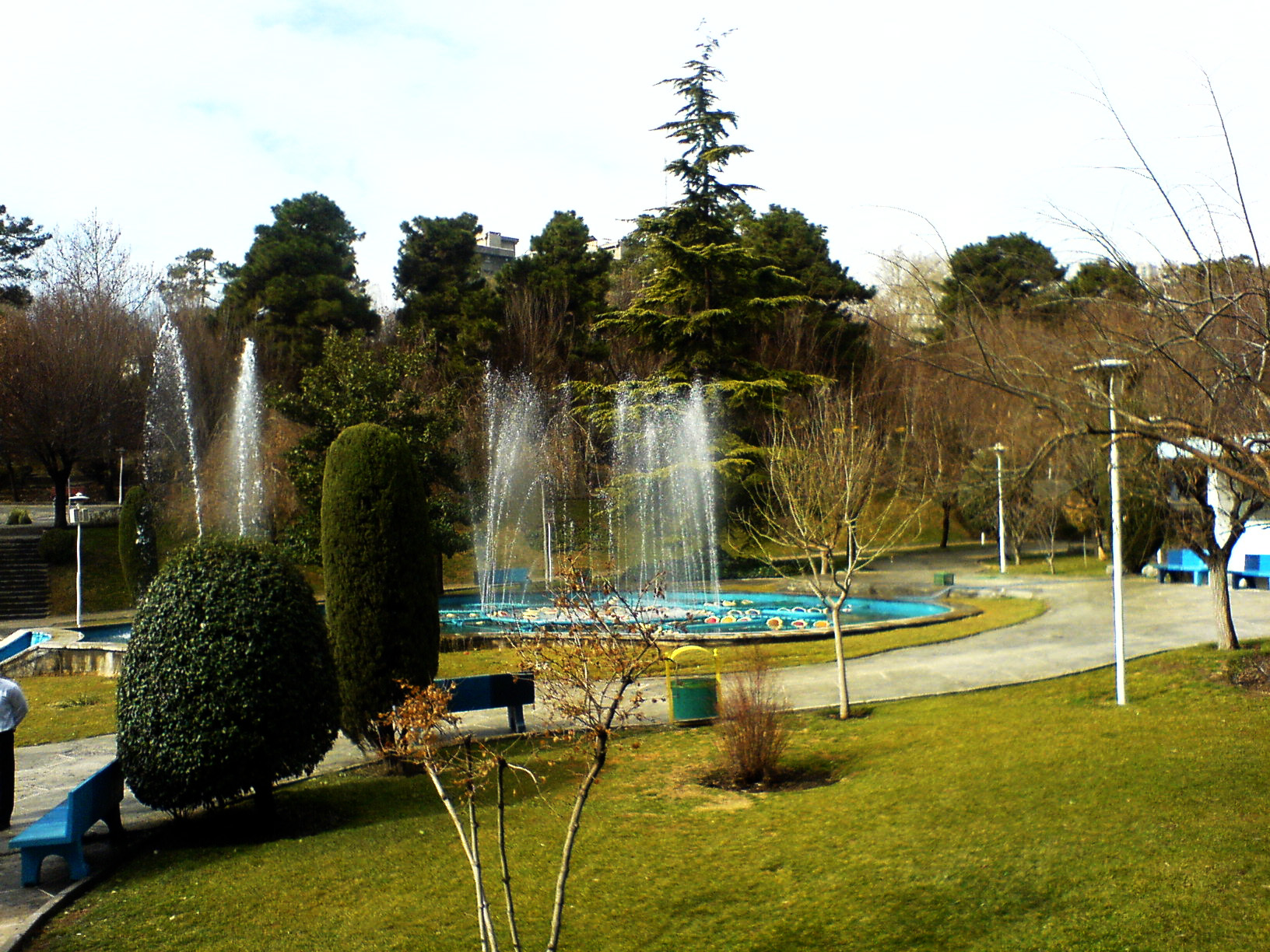
نمایی از بوستان ساعی، تهران

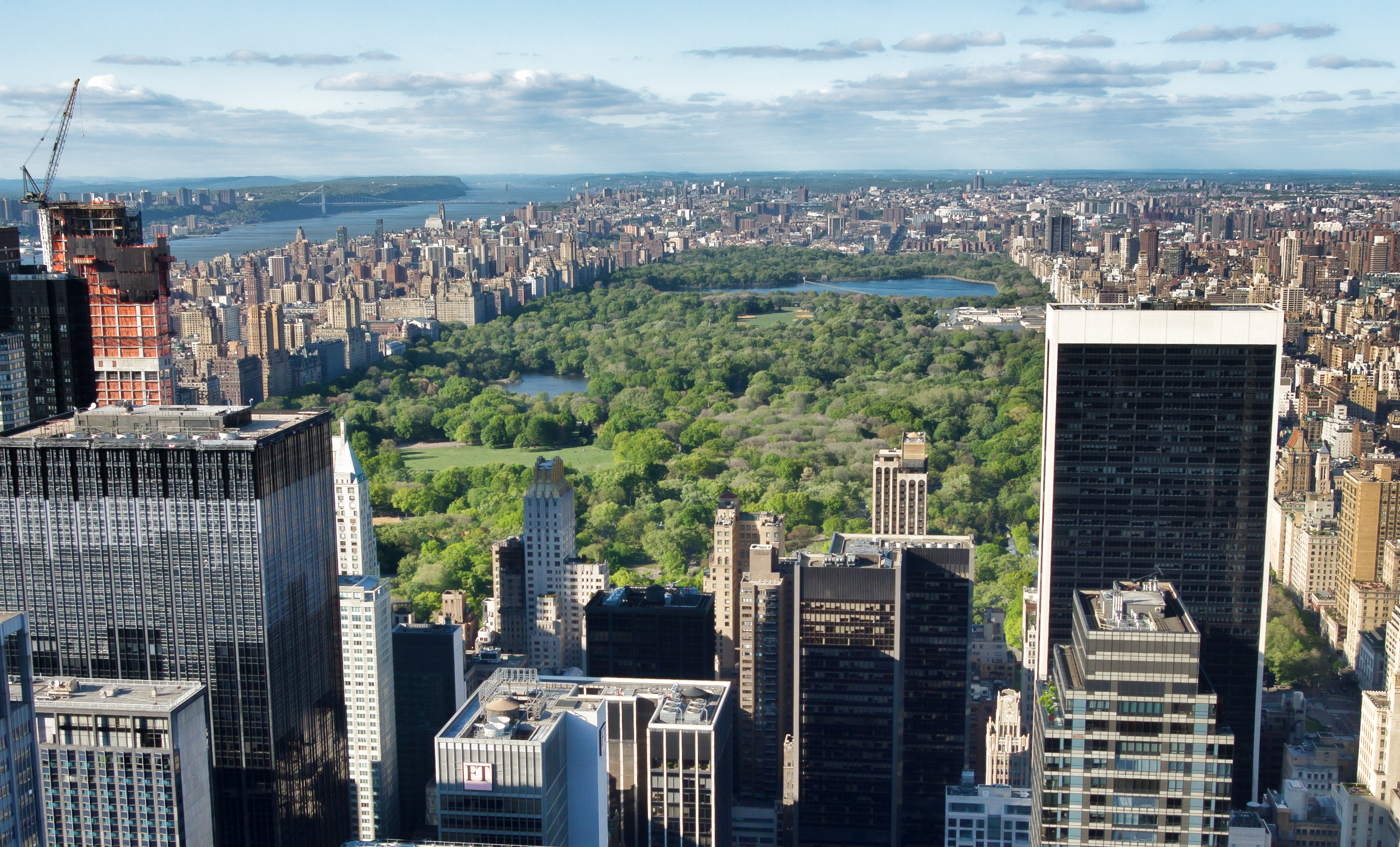
بوستان مرکزی نیویورک در منهتن یکی از پربازدیدکننده‌ترین بوستان های شهری آمریکا محسوب می‌شود.

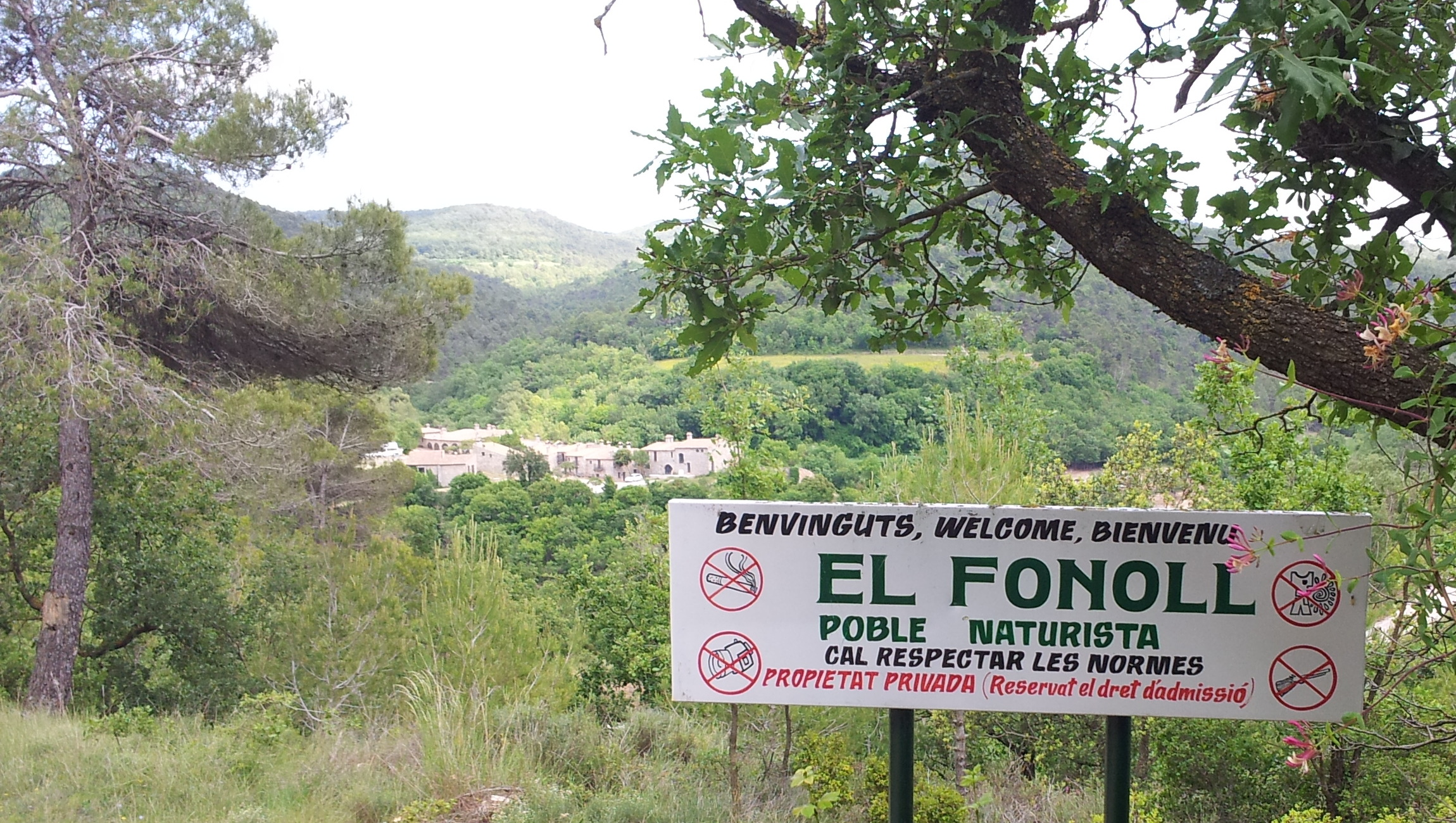
پارک ال‌فونول یک پارک برهنگی

بوستان (به انگلیسی: Park) و یا گردشگاه شهری، به مکانی محفوظ می‌گویند که به صورت طبیعی یا نیمه طبیعی توسط دولت به وجود آمده‌است، و در کنار آن برای تفریح و لذت بردن انسان، یا برای حفاظت از حیات وحش یا زیستگاه طبیعی. بوستان‌ها ممکن است شامل سنگ، فواره، خاک، آب و قسمت‌های چمن باشد. بسیاری از پارک‌ها قانوناً حفاظت شده و محفوظ اند.
از دیدگاه شهرسازی و معماری پارکها به ده‌ها نوع قابل دسته‌بندی هستند. به‌عنوان نمونه پارکها را می‌توان به لحاظ شعاع عملکرد و خدمات رسانی به پارکهای با عملکرد محله ای، ناحیه ای، شهری و فرا شهری تقسیم‌بندی نمود. همچنین از لحاظ نوع کاربرد، نحوه ایجاد (طبیعی یا انسان ساخت) نوع پوشش گیاهی، مقیاس و بزرگی (کوچک، متوسط و بزرگ) و … نیز قابل طبقه‌بندی می‌باشند. آنچه بدیهی است رواج پارکهای شهری امروزین که برای عموم قابل استفاده و دسترسی هستند از شهرسازی کشورهای اروپایی شروع شده‌است. البته باغ‌سازی ایرانی در نوع خود کم‌نظیر و تاریخ طولانی دارد ولی عملکرد این باغها با پارکهای شهری امروزی متفاوت بوده‌است.

## انواع بوستان ها
- بوستان محلات یا شهری مانند بوستان ملت (تهران)
- بوستان جنگلی مانند بوستان جنگلی چیتگر تهران
- بوستان ساحلی مانند بوستان ساحلی بهاران چابهار
- بوستان ملی مانند بوستان ملی خجیر تهران
- بوستان آبی مانند موج های آبی مشهد

## بوستان بحران (پارک اضطراری یا چند عملکردی)
از سده‌های گذشته ایجاد فضاهای شهری عمومی که بتوان در مواقع بحران برای اسکان موقت و کمک به مردم استفاده کرد مورد خواست و نظر برخی دولت‌ها و کشورها بوده‌است. ایجاد فضای عمومی برای امداد رسانی به آسیب دیدگان در اثر بحران از ضروریات اساسی است ولی در عین حال احداث و نگهداری آنها بسیار پرهزینه می‌باشد و بخش قابل توجهی از بودجه عمرانی شهرداری‌ها را به خود اختصاص می‌دهد. به همین منظور ایده و نظریه استفاده چندگانه از فضاهای عمومی و به‌خصوص بوستان ها در شهرسازی ایران در سال ۱۳۹۰ و در استان تهران مطرح شد.
بوستان بحران یا بوستان اضطراری یا چند عملکردی (به انگلیسی: Emergency Park,Mixed Used Park) بوستانی است که در مواقع عادی به‌ عنوان بوستان برای استفاده مردم و خانواده‌ها مورد نظر است و البته به گونه‌ای احداث و تجهیز می‌گردد که در مواقع وقوع بحران مانند سیل، زلزله و … بتواند پذیرای مردم و زنان و کودکان برای اسکان موقت و امداد و کمک‌های اولیه قرار گیرد. این نوع بوستانها باید دارای طراحی و تجهیزات مناسب برای پذیرا شدن خیل جمعیت در مواقع بحران باشند.
موضوع بوستان بحران یک موضوع جدید و نو آوری توسط شهرساز ایرانی است و طی شماره ۳۳۹۰–۹۸ بتاریخ ۱۳ آبان ۱۳۹۸ توسط معاونت حقوقی، امور مجلس و استانهای وزارت فرهنگ و ارشاد اسلامی به ثبت رسیده‌ است.

## نگارخانه

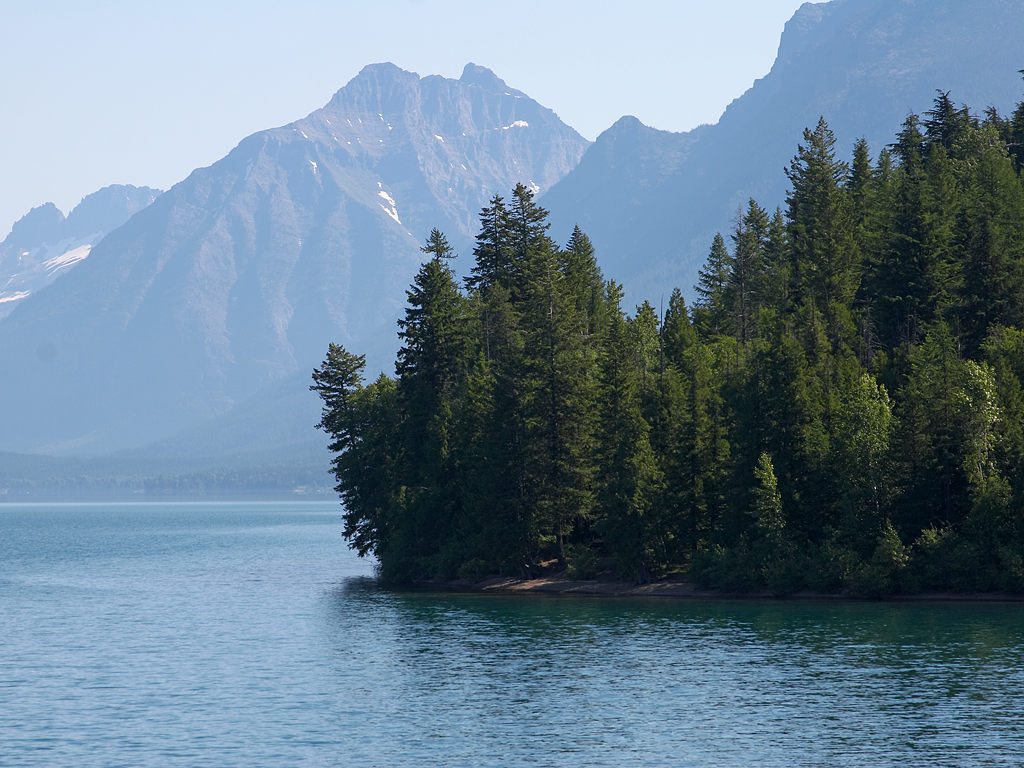
گردشگاه ملی گلیشر در شمال ایالت مونتانا در آمریکا
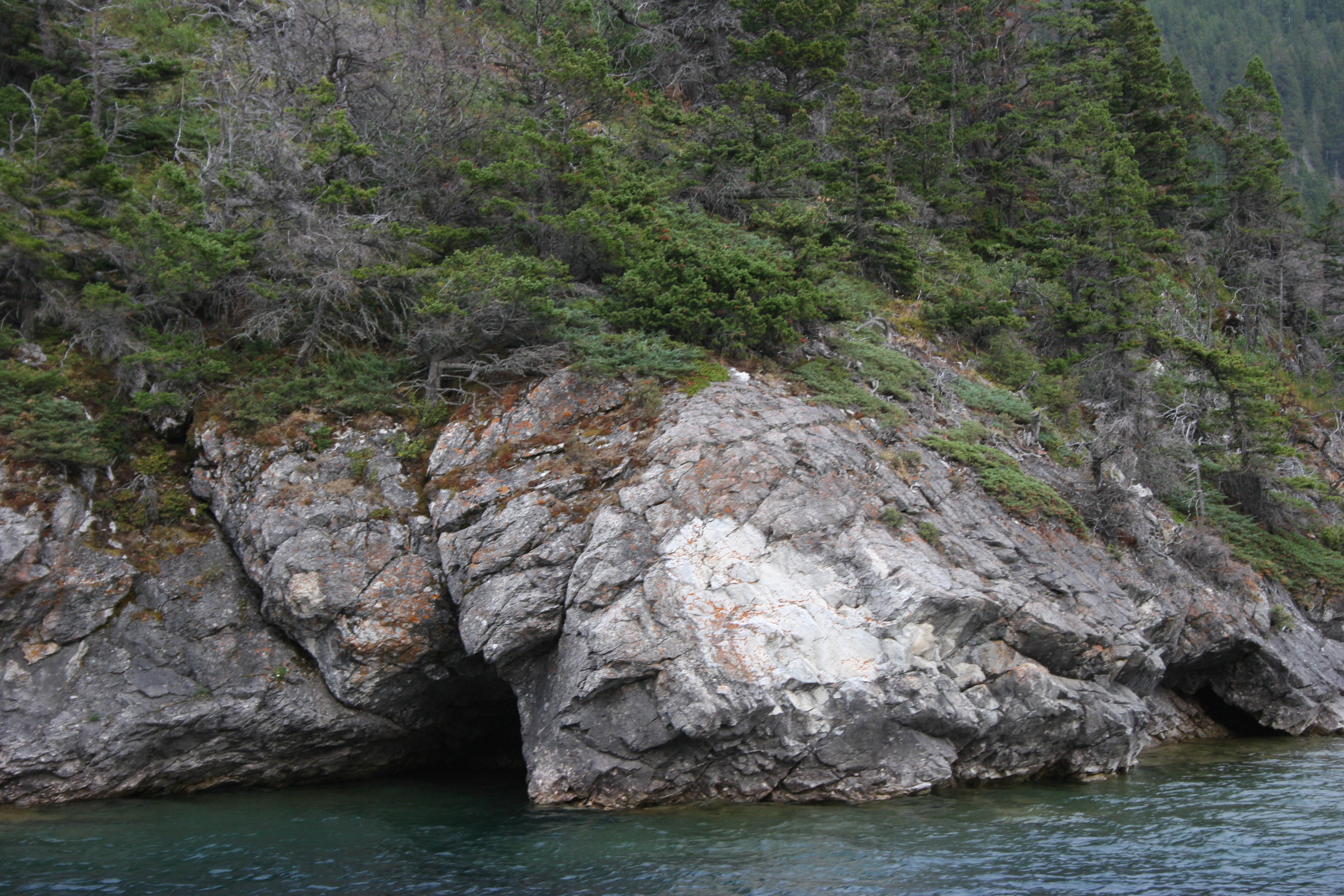
بوستان ملی سکویا در ایالت کالیفرنیای آمریکا
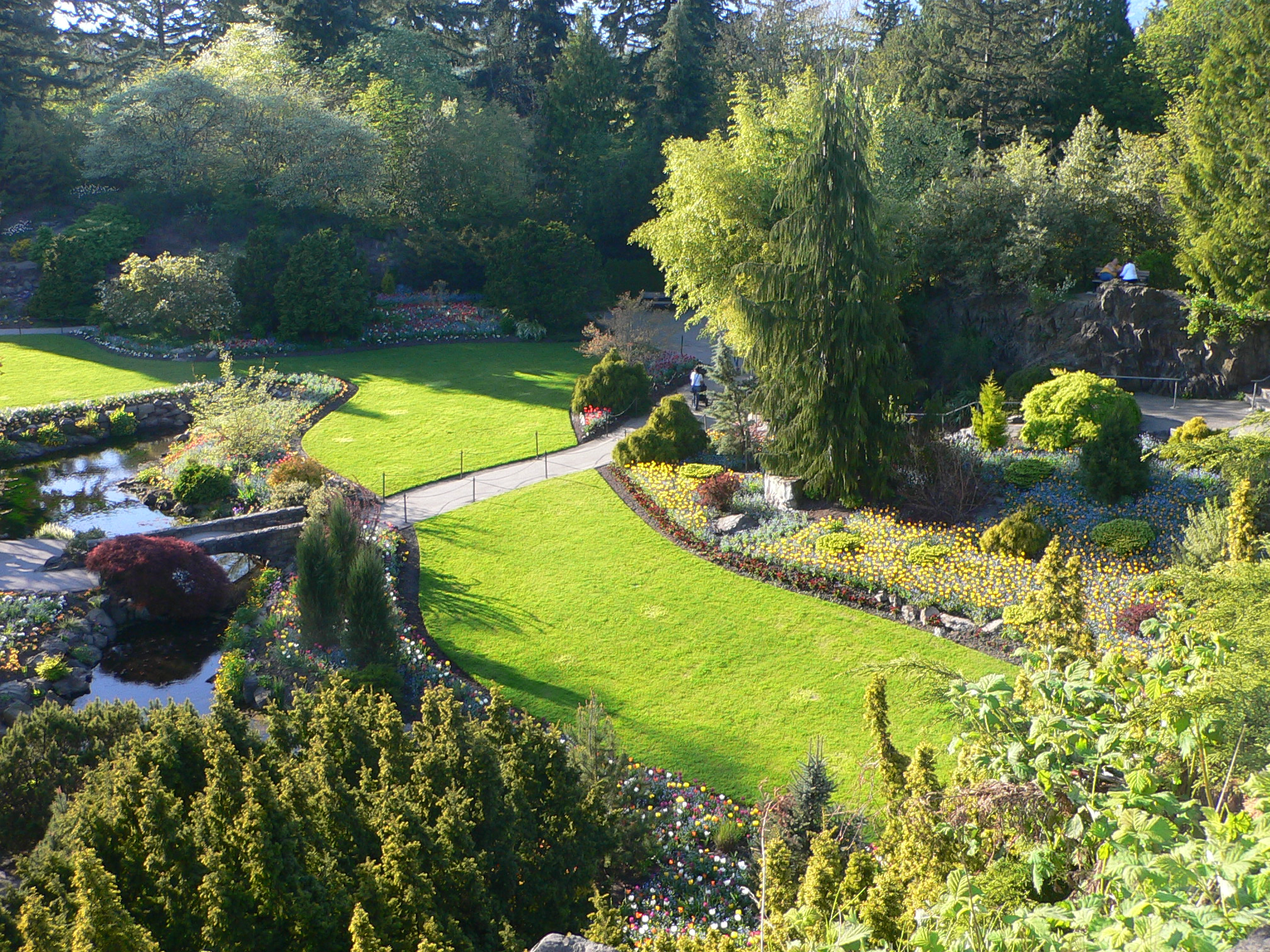
بوستان ملکه الیزابت کانادا
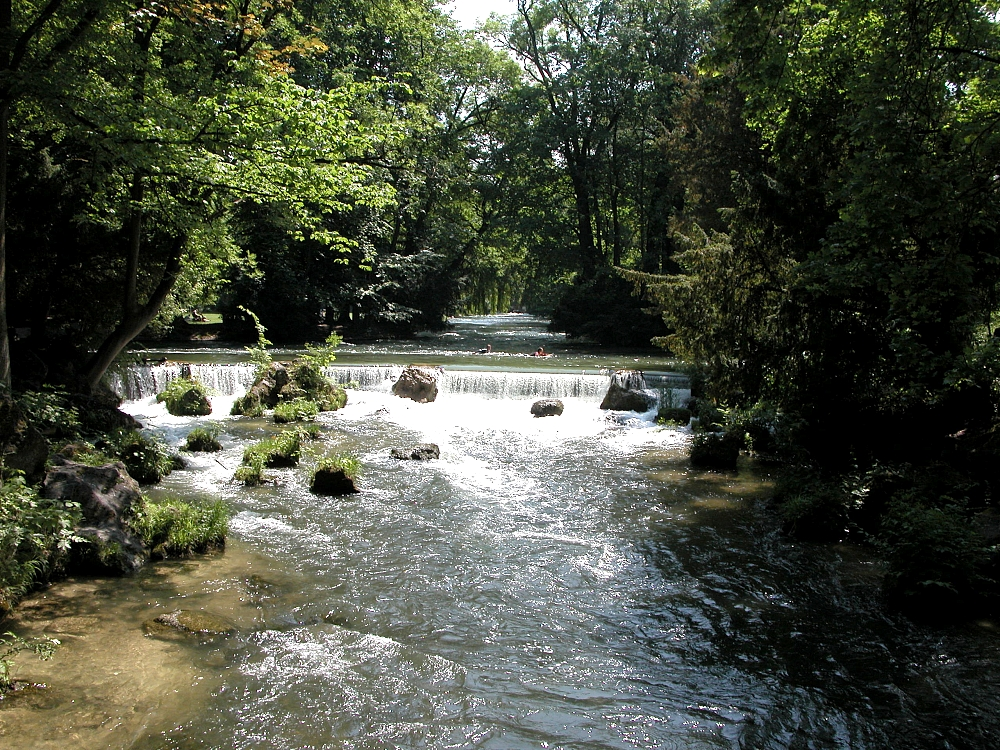
باغ انگلیسی آلمان
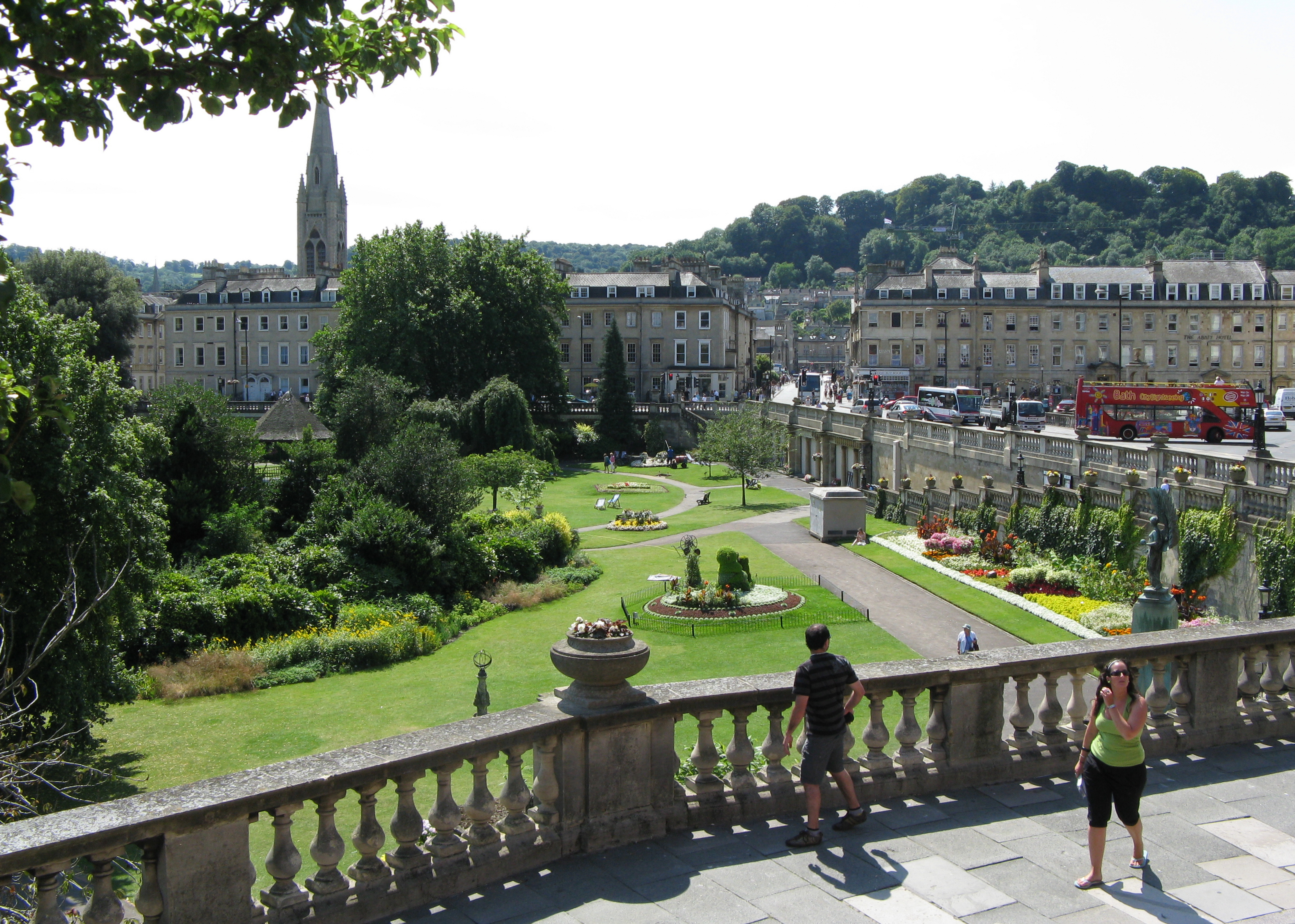
بوستان در باث انگلیس
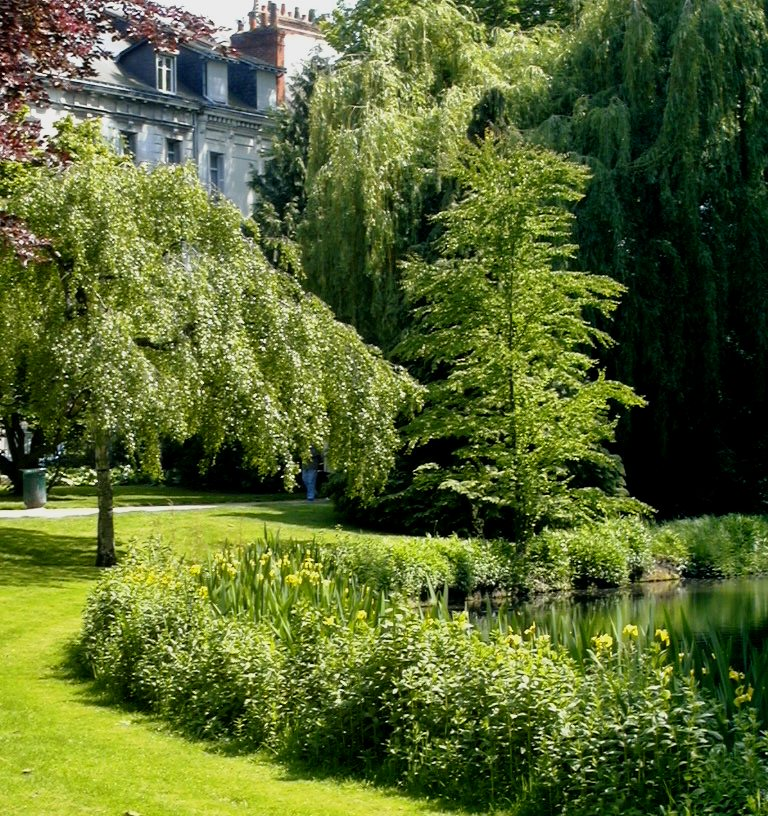
یک بوستان عمومی در فرانسه
بوستان روستایی خواجه دیزج تبریز